# Der ferne Klang
Un son lointain
Personnages
- Grete - soprano
- Fritz - ténor
- Graumann - basse
- La femme de ce dernier - mezzo-soprano
- Docteur Vigelius- basse
- Chevalier - ténor
- Comte – baryton
- Baron – basse
- Vieille femme – mezzo-soprano
- Rudolf – baryton
- Aubergiste – basse
- Cabotin - baryton

Der ferne Klang (Un son lointain) est un opéra allemand de Franz Schreker, créé le 18 août 1912 à Francfort. 

## Historique
Ébauché une première fois en 1901, le livret en trois actes fut achevé en 1903. La composition, tortueuse, allait prendre près de dix ans. Schreker abandonna en effet une première fois son œuvre en 1903 à la suite des critiques que lui adressa son professeur de composition, Robert Fuchs. Il n'y retravailla qu'en 1905, après avoir assisté aux premières représentations de Salomé de Richard Strauss. Terminé fin 1910, Der ferne Klang fut porté à la scène un an plus tard, sous l'égide de Ludwig Rottenberg. Bien accueillie par la critique, cette création « imposa son auteur parmi les espoirs de l'opéra allemand ».

## Livret
L'acte I s'ouvre sur le départ de Fritz. Ne pouvant résister à l'appel d'un son lointain, il quitte sa promise, Grete Graumann. Restée seule, elle discute avec une vieille dame. Cette conversation, à peine ébauchée, est interrompu par le retour impromptu du père de Grete. Au terme d'une partie de billard défavorable, ce dernier a perdu sa fille au jeu : Grete se doit d'épouser un aubergiste. Désespérée, Grete entreprend de se noyer dans un lac voisin. La vieille dame arrive à temps pour empêcher ce suicide. Elle garantit en effet à Grete un avenir radieux. Celle-ci accepte de la suivre. 
L'acte II prend place dans un établissement interlope : la Casa di Maschere de Venise. Grete, devenue Greta, y tient une place particulièrement privilégiée. Également recherchée par le Comte et le Chevalier, elle organise, pour les départager, un concours de chant. Les choses se passent comme prévu, jusqu'à ce qu'arrive Fritz, vieilli, dans une gondole. Déçu par la quête du son lointain, il a pris conscience de l'amour qu'il vouait à Grete. Elle lui accorde, sans hésiter, le prix du concours. Leur union n'est que de courte durée : découvrant le statut réel de Grete, Fritz l'abandonne. 
L'intrigue de l'acte III tourne autour de la création d'un nouvel opéra de Fritz, devenu entre-temps un compositeur réputé : La Harpe. Réduite à la condition de prostituée, Grete s'évanouit lors de la représentation. Reprenant ses esprits, elle demande au docteur Vigilius de la mener à l'appartement de Fritz. En la revoyant, Fritz perçoit ce son lointain, qui fut la raison d'être de son existence. Il expire soudainement entre les bras de Grete.

## Esthétique
Der ferne Klang constitue l'un des rares exemples d'opéras impressionnistes de langue allemande.

## Discographie
Jennifer Holloway, Ian Koziara, Gordon Bintner, Nadine Secunde, Barbara Zechmeister, Theo Lebow, Orch. et Chœurs de l'opéra de Francfort, dir. Sebastian Weigle, Oehms Classic OC980, 2019